# Sündenfall

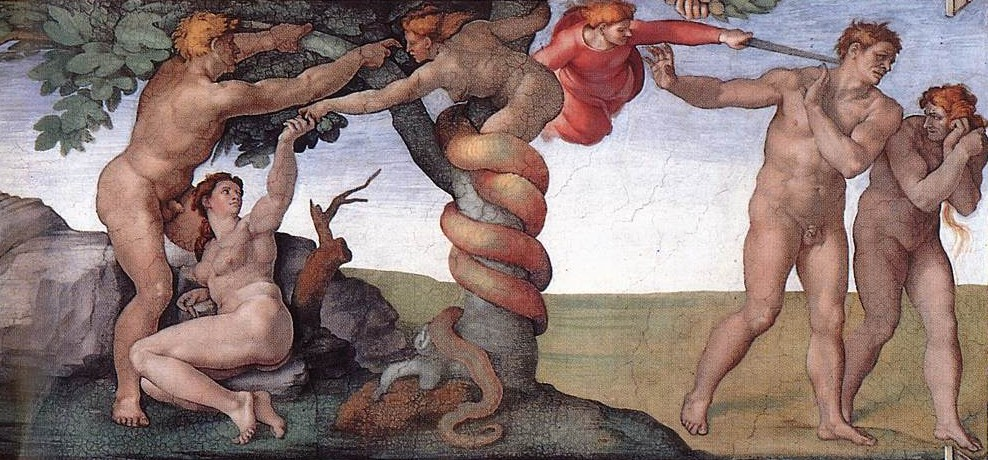
Michelangelo: Der Sündenfall und die Vertreibung aus dem Paradies (Deckenfresko in der Sixtinischen Kapelle)

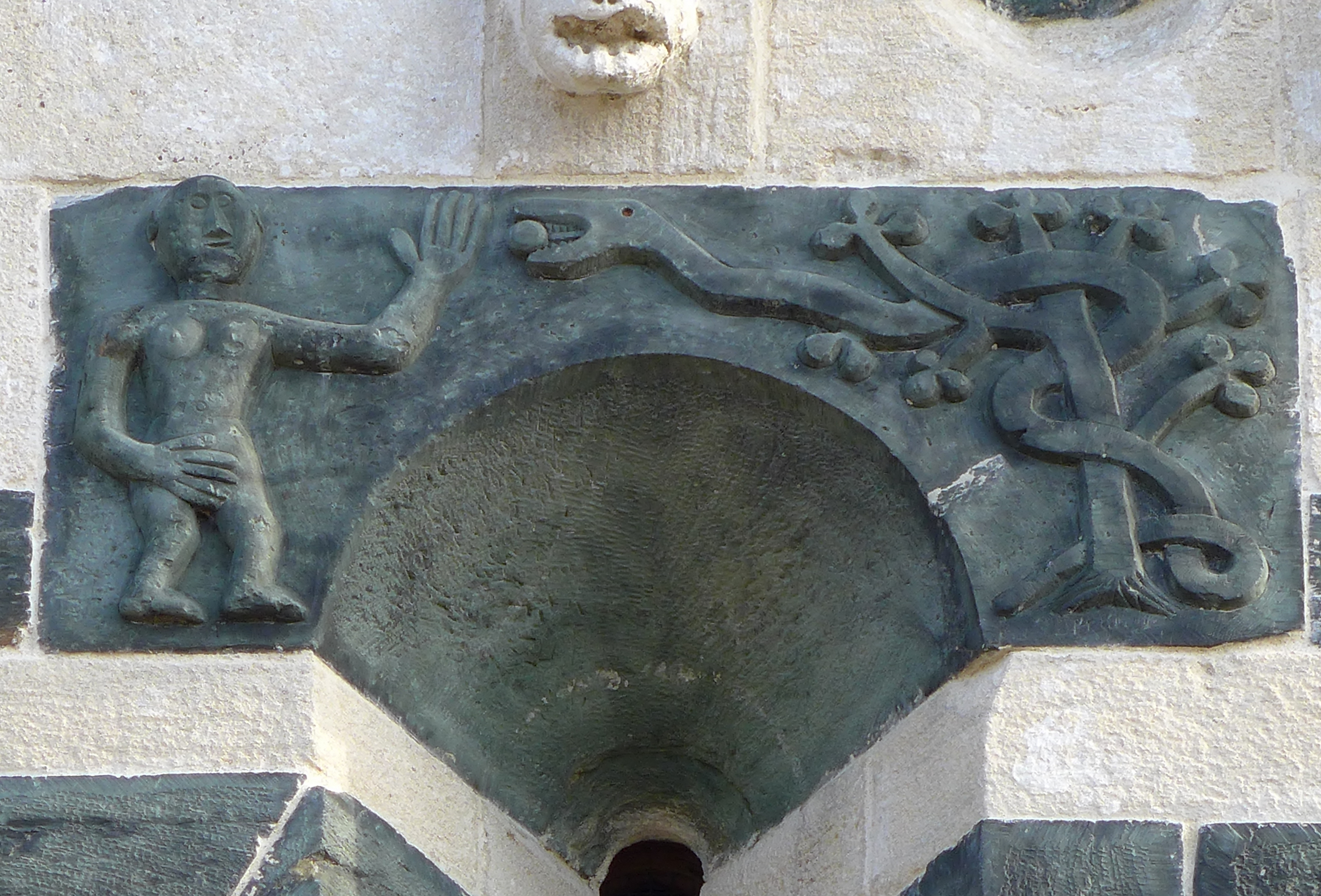
Die Schlange reicht Eva die Frucht vom Baum der Erkenntnis, Kirche San Michele de Murato (12. Jahrhundert), Korsika

Als Sündenfall bezeichnet die christliche Theologie ein teils wörtlich, meist jedoch symbolisch gedeutetes Ereignis, das in der Bibel (Gen 3 ) als der Verzehr der verbotenen Frucht des Baums der Erkenntnis (eigtl. Baum der Erkenntnis des Guten und des Bösen) durch das erste Menschenpaar (Adam und Eva) beschrieben wird. Sie deutet dies zugleich als die Unheilsgeschichte der Menschheit begründende Ursünde (lat. peccatum originale originans). Die damit begründete Unheilsgeschichte wird in analoger Verwendung des Sündenbegriffs Erbsünde (lat. peccatum originale originatum) genannt, insofern jeder Mensch als Nachkomme Adams in diese Geschichte „hineingeboren“ und damit in seiner eigenen Freiheitsgeschichte vorbelastet ist. Der Unheilsgeschichte „von Adam her“ wird die Heilsgeschichte der Menschheit „auf Christus hin“ gegenübergestellt, der häufig als „der neue Adam“ (Röm 5,12–21 ) verstanden wird.

## Entstehung des Begriffs Sündenfall
Der Begriff „Sündenfall“ entstand nach christlichem Verständnis im spätjüdischen 4. Buch Esra. Bereits Paulus hatte im Römerbrief von der ersten Sünde den Tod abgeleitet: „Durch einen einzigen Menschen kam die Sünde in die Welt und durch die Sünde der Tod und auf diese Weise gelangte der Tod zu allen Menschen, weil alle sündigten.“ (Röm 5,12 ) Esra nimmt dieselbe Ableitung vor und seufzt: „Ach, Adam, was hast du getan! Als du sündigtest, kam dein Fall nicht nur auf dich, sondern auf uns, deine Nachkommen!“ (4. Esra 7,118)
Gen 3  bildet die erste der vier urgeschichtlichen Verfehlungsgeschichten vom Brudermord (Gen 4,1–16 ), von Beziehungen zwischen Engeln und Menschen (Gen 6,1–4 ) und vom Turmbau zu Babel (Gen 11,1–9 ). Sie bringen grundsätzliche biblische Aussagen über das Wesen von Mensch und Menschheit zum Ausdruck. Die erste Verfehlung ist jedoch insofern grundlegend, als mit ihr der paradiesische „Garten Eden“ als Inbegriff der Einheit mit Gott oder der Zugang zur ewigen Lebenfülle im „Baum des Lebens“ (Gen 3,22 ) verloren geht und der Mensch nun mit dem animalischen „Fellkleid“ (Gen 3,21 ) die Geschichte der Sterblichen zwischen Geburt und Tod beginnt.
Insofern ist der Sündenfall im „Ungehorsam“ des ersten Adam ursächlich für den Tod, während im „Gehorsam“ des zweiten Adam „bis zum Tod am Kreuz“ mit der Auferstehung das Leben neu geschaffen wird (Röm 5,12–21 ; Phil 2,8 ). Augustinus von Hippo entwickelte aus der Interpretation des Paulus die Lehre von der Erbsünde.
Während der neue Adam freiwillig von seiner himmlischen „Höhe“ herabsteigt und „demütig“ das „Sklavenkleid“ des menschlich-irdischen „Fleisches“ anzieht (Phil 2,7 ; Joh 1,14 ; Mt 11,29 ), damit der „gefallene“ Mensch sein ursprüngliches „Lichtkleid“ der Herrlichkeit und Unsterblichkeit wiedererlange (vgl. Eph 4,24 ; 1 Kor 15,53f. ; Kol 3,10 ), fällt der alte Adam durch seinen Hochmut. Vom Sündenfall in diesem Sinn handelt dann auch das vielfach überlieferte Jesus-Wort: „Wer sich selbst erhöht, wird erniedrigt, und wer sich selbst erniedrigt, wird erhöht werden“ (Mt 23,12 ; Lk 14,11 ; 18,14 ; vgl. 1,48.52 ).
Der Kirchenvater Augustinus sah in der verbotenen Frucht die sexuelle Lust und glaubte, dass Adam im Paradies Kinder zeugen konnte, ohne sexuelle Erregung zu empfinden. Er schrieb: „Durch denselben Willensantrieb wären die fraglichen Glieder bewegt worden wie die übrigen, und ohne den Stachel brünstigen Begehrens, in voller Ruhe des Geistes und des Körpers und ohne Verletzung ihrer Unversehrtheit, hätte der Gatte seines Weibes Schoß befruchtet“. Und weil Eva in der Erzählung die Initiative ergreift, indem sie Adam den Apfel anbietet, entwickelte Augustinus daraus eine Sexualethik, die der Frau eine aktive Rolle in den sexuellen Beziehungen verbot.

## Weiterführende Deutungen

### Theologische und Philosophische Deutungen
In der Exegese wird der Begriff des Sündenfalls heute eher vermieden. Nach dem exegetischen Kommentar von Andreas Schüle ist der Sinn der beiden Bäume in der einen Mitte des Gartens, der Baum des Lebens und der Baum der Erkenntnis von Gut und Böse, „ein letztlich nicht lösbares Rätsel.“ Bei den Kirchenvätern und in der mittelalterlichen Mystik stehen beide Bäume für die zwei Seiten der Wirklichkeit: Himmel und Welt, das Unsichtbare und das Sichtbare (vgl. Kol 1,15–16 ), das „Männliche“ und das „Weibliche“, auch Gnade und sakramentale „Materie“ sowie geistig-geistliche und „buchstäbliche“ Exegese.
So erklärt Bonaventura im Hexaemeron (XIX,8) vom Wandlungswunder auf der Hochzeit zu Kana (Joh 2,1–11 ) her: „Der Buchstabe [der Schrift] allein ist lediglich Wasser, das erst im geistlichen Verständnis in Wein verwandelt wird; er ist Stein, der erst zu Brot werden muss“; und: er ist nur der Baum der Erkenntnis von Gut und Böse; „erst im geistlichen Verständnis wird die Schrift zum Baum des Lebens“. Entscheidend ist, das buchstäbliche Verständnis der Schrift mit dem inneren Verständnis im Heiligen Geist zu verbinden, wodurch die Bibel erst lebendiges Wort Gottes (= Lebensbaum) ist oder „gleichsam eine Zither“: „die tiefe Saite [= Literalsinn] bewirkt erst mit den anderen [drei geistigen Schriftsinnen] zusammen den Wohlklang.“
Was für die Bibel als „Schöpfung im Wort“ (Friedrich Weinreb) gilt, das gilt auch für die Schöpfung durch das Wort (vgl. Joh 1,3–4 ; Hebr 1,3 ; 11,3 ): Nur wenn das Sichtbare und das Unsichtbare im „hochzeitlichen“ Bund eins sind, lebt der Mensch in der vom göttlichen Wort geschaffenen paradiesischen Wirklichkeit oder im „Himmel“ (vgl. Kol 1,13–20 ; 3,1–2 ; Eph 2,6 ). Der Bruch dieses „hochzeitlichen“ Bundes zwischen dem „Männlichen“ und dem „Weiblichen“ oder des „Ein-Fleisch-seins“ (vgl. Gen 2,24 ; Eph 5,30–31 ) durch Mann und Frau führt hingegen zum Verlust des Paradieses oder der Fülle des Lebens. In der Feier der sieben sakramentalen Heilszeichen der katholischen und orthodoxen Kirche, insbesondere in Taufe und Eucharistie sowie in der Ehe als „Ursakrament“ (Johannes Paul II.), sah die Tradition die Heilsmittel, um ins verlorene Paradies zurückzukehren (vgl. schon Lk 23,43 ). Hinzu kommt die geistig-geistliche Disziplin: „Das ist der Sinn aller Askese: die paradiesische Ordnung in Christus wieder zu erneuern.“
Ausgehend von einem Text Nietzsches bietet sich der Text abgesehen von theologisch oder spirituell intendierten Deutungen des „Sündenfalls“ auch einer psychohistorischen Interpretation an. In Friedrich Nietzsches 1874 erschienenem Werk „Vom Nutzen und Nachteil der Historie für das Leben“ wird der Mensch in einem Gleichnis dem Tier gegenübergestellt. Nietzsche erinnert hier scheinbar beiläufig an die Vertreibung aus dem Paradies, wenn er schreibt: „Den Menschen ergreift es, als ob er eines verlorenen Paradieses gedächte, die weidende Herde oder das Kind zu sehen, das noch nichts vergangenes zu verleugnen hat und zwischen den Zäunen der Vergangenheit und der Zukunft in überseliger Blindheit spielt.“
In seiner Wortwahl stellt Nietzsche das historische Wesen des Menschen, also den Zeitbezug seines Lebensvollzugs, implizit in einen Kontext zur Vertreibung aus dem Paradies. Diesen Wesenszug des Menschen vorausgesetzt, kann das Essen vom Baum der Erkenntnis als Bild für die speziell menschlich erworbene Fähigkeit zur Erkenntnis der Zeitlichkeit und damit der Endlichkeit verstanden werden. Im Gleichnis vom Sündenfall hatte die Schlange dem Menschen vorhergesagt, dass er nicht sterben werde, aber Gut und Böse voneinander unterscheiden könne, wenn er von diesem Baum esse. Entgegen der Ankündigung Gottes jedoch und entsprechend der Ankündigung der Schlange stirbt der Mensch auch nicht nach der Speise, sondern beginnt zu erkennen. Die Ankündigung war jedoch nicht, dass er unmittelbar nach dem Verzehr stirbt. Um aber zu jener Erkenntnis zu gelangen, musste er Ursache und Wirkung, also die Zeitlichkeit (und damit Endlichkeit) allen Lebens sehen können. Die Scham – symbolisiert im Verstecken vor Gott – setzt ein, indem der Mensch aus seinem bisher rein gegenwärtigen Zustand sich der Folgen eigenen – auch seines vorherigen – Handelns bewusst wird. Und auch die Angst des Menschen – ebenfalls verdichtet im Verstecken vor der göttlichen Macht – beginnt im Bewusstsein der eigenen Zeitlichkeit: Bis zur Speise vom Baum der Erkenntnis nämlich hat er nicht von der Sicherheit und Unausweichlichkeit des Todes gewusst. Nun aber ist er das einzige Wesen, das aus dem paradiesischen Zustand der Reduktion auf ein gegenwärtiges Leben gerissen vom sicheren Sterben alles Lebendigen weiß – und also auch dem eigenen Tod. So sind die Menschen auch die einzigen Lebewesen, die aus dem Paradies vertrieben worden sind. Er lebt in „Gottesfurcht“. Die Fähigkeit zur Erkenntnis aber kann der Mensch nicht wieder abgeben, sie vererbt sich von Generation zu Generation weiter: Er ist verurteilt zur Erkenntnis, zum Gewahrwerden dessen, was er tut – und daher in seinen menschlichen Beschränkungen auch zum „Sündigen“. Wenngleich dies im Begriff der „Erbsünde“ eine theologisch intendierte Überhöhung erfährt, so erlebt der Mensch hierin wie in seiner begrenzten Macht doch die unbedingten Unterschiede zu dem, was das abrahamitische Gottesbild ausmacht. Jedes Aufbegehren gegen seine Begrenzung, indem er etwa sein Bemühen um die Erkenntnis der weltlichen Zusammenhänge weiter verstärkt und seine Eigenmächtigkeit erhöht, scheint vor dem Hintergrund des „Sündenfalls“ indes nicht die Erlösung von seiner Last, sondern sein fortschreitendes Verderben zu sein.
In dieser Interpretation wird die biblische Geschichte zum Gleichnis über das Wesen des Menschen, der in die gottähnliche Fähigkeit zur Erkenntnis verliebt an dieser wieder und wieder sein Glück versucht und doch auch scheitert. Wenn der Mensch so in seinem Wesen als „sündig“, nämlich irrend verstanden werden kann, kommt diese Deutung dem Verständnis in den reformierten Kirchen dahingehend nahe, dass diese den Begriff der Sünde weniger auf die einzelne Fehlhandlung als auf das Wesen des Menschen beziehen. Zwar weichen die Deutungen des Sündenfalls in den verschiedenen christlichen Traditionen teilweise sehr von dieser Interpretation (und voneinander) ab. Da das beschriebene Verständnis des Sündenfalls aber auch verdeutlichen kann, dass im menschlichen Selbstbild seine unüberwindbare Trennung und Entfernung zu Gott deutlich wird, steht diese Interpretation trotz ihrer eher weltlichen Intention doch wiederum einem christlichen Grundverständnis des Gleichnisses nah. Gerade in der Frage der Trennung oder Entfernung zu Gott allerdings wird die Problematik des Gottesbegriffes deutlich, die sich in den sehr verschiedenen Auffassungen der abrahamitischen Religionen und Konfessionen versinnbildlicht. Das Gleichnis vom Sündenfall stellt in dieser Deutung auch für den agnostischen Leser eine zentrale Bibelstelle dar, wenn darin ein Symbol für die Unmöglichkeit einer umfassenderen menschlichen Erkenntnis Gottes ebenso deutlich wird wie die Sehnsucht nach seiner Existenz.

### Evolutionsbiologische Interpretation
Der Orang-Utan-Forscher Carel van Schaik und der Historiker Kai Michel deuten 2016 die Bibel als Tagebuch der evolutionsbiologischen Menschheitsentwicklung. Dabei messen sie der neolithischen Revolution eine grundlegende Bedeutung zu: Dieser Übergang von nomadischen Jäger- und Sammlergruppen zur Sesshaftigkeit, verbunden mit den Anfängen der Landwirtschaft und Viehhaltung, brachte das Eigentumsprinzip hervor (vergleiche Eigentumstheorien). Van Schaik und Michel beschreiben den Sündenfall als erstes Eigentumsdelikt: „Gott hatte im Paradies nur ein Gebot erlassen: ‚Du darfst essen von allen Bäumen im Garten, aber von dem Baum der Erkenntnis des Guten und Bösen sollst du nicht essen.‘ Es ist doch bezeichnend, dass gerade ein Vergehen am Eigentum als Ursünde präsentiert wird. Bei den Jägern und Sammlern gehörte ein Baum dem, der von ihm isst. Eigentum ist eine Folge der Sesshaftigkeit.“
Gemäß dieser Bibelinterpretation bestand der eigentliche Sündenfall im Sesshaftwerden der Menschen. Weil es sich dabei aber um einen evolutionsbiologischen Entwicklungsschritt handelte, würden „alle Deutungen, welche die Moral ins Spiel bringen, hinfällig“.

## Die Paradiesgeschichte und das Hohelied der Liebe
Kardinal Jean Daniélou schreibt zur Bedeutung des alttestamentlichen Hohelieds der Liebe für die Tauf- und Eucharistiekatechesen der Kirchenväter: „Die Anklänge an das Hohelied [in den Katechesen der Einweihungssakramente] sind unverkennbar: ‚Die Blumen erscheinen‘ (2,12 ), ‚das Öl ist ausgegossen‘ (1,2 ), ‚der König bringt mich in seine Gemächer‘ (1,4 ). Die Katechumenen stehen an der Schwelle des königlichen Gartens, des Paradieses, in dem die Hochzeit stattfinden wird. Schon weht sie Paradiesesluft an. […] Im eucharistischen Einswerden vollendet sich die Agape. Der gleiche Gedanke kehrt bei Theodoret an anderer Stelle wieder; er bezieht den Ausdruck ‚Hochzeitstag‘ [3,11 ] auf die Eucharistie und schreibt: ‚Wenn wir den Leib des Bräutigams essen und sein Blut trinken, gehen wir eine hochzeitliche Verbindung (κοινωνία) mit ihm ein.‘ Das Hohelied gilt also in der gesamten katechetischen Tradition als Vorausdarstellung der christlichen Initiation.“
Im Hohelied ist achtmal vom „(Lust-)Garten“ bzw. „Nussgarten“ die Rede (Hld 4,12–16 ; 5,1 ; 6,2.11 ). Die Nuss ist in der jüdischen Mystik Symbol für die Doppeltheit der Schrift: Die äußere Schale steht für den buchstäblichen Schriftsinn und die innere Frucht für den geistigen Sinn, analog zu Seele und Leib des Menschen. Das Hohelied gilt ihr als positives Gegenstück zur Paradiesgeschichte und als „äußerste Verdichtung, Kern des Kerns“ der ersten Schöpfungsgeschichte, als Melodie der Schöpfung: „Das Verlorengehen der Königin Schulamith muss wie das Verlorengehen der Schöpfung angesehen werden. Die ganze Schöpfung ist [durch den Sündenfall] in der Verbannung verlorengegangen.“ Wenn aber „das Wunder ‚Wort‘“ durchbricht, gilt: „Der König findet die Königin wieder, Salomo findet Schulamith, die Verbindung [des Bundes] kommt zustande, Gott findet die Schöpfung wieder. Und das ist die eigentliche Erschaffung des Menschen“.
Auch die Psychologie hat diese Bibelstellen untersucht und eigene Deutungen gefunden (vgl. dazu: Archetyp vom Baum).